# Velká pardubická 2002
Velká pardubická 2002 byla 112. ročníkem tohoto dostihu. Konala se 13. října na pardubickém dostihovém závodišti. Vítězem se stal osmiletý hnědák amerického původu Maskul s žokejem Peterem Gehmem z Německa. Pro žokeje to bylo již druhé vítězství. Čas vítěze byl 10:22,07 minuty. Na druhém místě dojel žokej Dušan Andrés na Decent Fellowovi a třetí skončil Kedon v sedle s Josefem Váňou. Závod dokončilo deset koní ze sedmnácti startujících.
Hlavním sponzorem byla Česká pojišťovna a běželo se o celkovou částku 4 000 000 Kč.

## Pořadí v cíli (prvních pět)
| * | Kůň           | Jezdec         |
| - | ------------- | -------------- |
| 1 | Maskul        | Peter Gehm     |
| 2 | Decent Fellow | Dušan Andrés   |
| 3 | Kedon         | Josef Váňa     |
| 4 | Centax        | Tomáš Hurt     |
| 5 | Modřenka      | Jaroslav Myška |